# Veniliornis affinis
Veniliornis affinis là một loài chim trong họ Picidae.